# 鳳凰座 (岐阜県)
鳳凰座（ほうおうざ）とは、岐阜県下呂市にある芝居小屋である。

## 歴史
現在の鳳凰座は、1827年（文政10年）、下呂市御厩野の日枝神社にあった拝殿型舞台を現在位置に移転したものである。1885年（明治18年）の大改装では、客席部の増築を行い、1953年（昭和28年）にも大がかりな改装をしている。1998年（平成10年）の大改修では、戦回り舞台が復活し、現在の形となった。間口約18ｍ、奥行き24ｍ、2階桟敷、廻り舞台付きの600人収容の劇場型舞台である。1階平土間部両側の桟敷席は、舞台から遠くなるほど床面の位置が高くなる段床になっており、観客が舞台を見やすい形になっている。
鳳凰座の地芝居は、江戸時代末期の文化・文政期から始まり、明治大正時代に全盛となった。戦争の影響で一時的に中断したものの、終戦とともに芝居は復活し、1960年（昭和35年）には鳳凰座村芝居保存会が結成された。毎年5月3・4日、日枝神社と熊野神社の祭礼に合わせて上演される。振付は市川福升師、太夫三味線は歌舞伎保存会の竹本美功、豊澤順八両師他が担当している。その他の役者、裏方は保存会会員によって行われている。鳳凰座歌舞伎は「御厩野の芝居」とも呼ばれ、台本と併せて岐阜県指定有形有形民俗文化財である。

### 年表
鳳凰座歌舞伎保存会についても記す。
- 江戸時代中期、日枝神社の境内に拝殿型の舞台が設置されたのが始まりという。
- 1827年（文政10年） - 現在地に移築。
- 1883年（明治16年） - 客席を増築。
- 1941年（昭和16年）頃 - 太平洋戦争のため中断。
- 1945年（昭和20年） - 復活公演を行なう。
- 1953年（昭和28年） - 大改築が行なわれる。その際廻り舞台が取り外される。
- 1962年（昭和37年） - 鳳凰座村芝居保存会（現在の鳳凰座歌舞伎保存会）が結成される。
- 1998年（平成10年） - 大改修が行なわれる。廻り舞台が復活する。
- 2000年（平成12年） - 国立文楽劇場で上演[4]。
- 2001年（平成13年） - 愛知県芸術劇場で上演[4]。

## 所在地
所在地
- 〒509-2312：岐阜県下呂市御厩野76-1

交通アクセス
- 中央自動車道 中津川ICより国道256号・国道257号で約50分。
- JR高山本線 下呂駅より国道41号・国道257号で約30分。
- 濃飛バス恵北線（下呂駅前→坂下駅前→中津川駅前）「御厩野」バス停下車、徒歩で約3分。

## 岐阜県の芝居小屋
岐阜県は地芝居が盛んな地域であり、江戸時代から昭和時代に建設された木造芝居小屋が残っている。主な芝居小屋は以下のとおりである。
- 鳳凰座（下呂市）
- 白雲座（下呂市）
- 黒川の東座（加茂郡白川町）
- 蛭子座（中津川市）
- かしも明治座（中津川市）
- 常盤座（中津川市）
- 五毛座（恵那市）
- 熊野座（恵那市）
- 美濃歌舞伎博物館 相生座（瑞浪市）
- 村国座（各務原市）
- 皆楽座（各務原市）